# Lü Yulai
Lü Yulai (chiń. 吕聿来, pinyin Lǚ Yùlái; ur. 8 kwietnia 1982) – chiński aktor filmowy.
Laureat nagród na festiwalach Chinese Film Forum w Pekinie oraz Lesgaicinemad − Madrid International Lesbian and Gay Film Festival za rolę imigranta Ricky’ego w dramacie Dźwięki ciszy (Soundless Wind Chime, 2009).

## Filmografia

### Aktor
- 2013: Trap Street jako Li Qiuming
- 2012: Wang de Shengyan jako Zi Ying
- 2011: Ten Years from Now jako Wu Yao Song
- 2011: Zheli nali
- 2010: Karuzela (Dong fung po) jako młody wujek Hill
- 2010: Xia luo jako Qing Cai
- 2009: Dźwięki ciszy (Soundless Wind Chime) jako Ricky
- 2009: No Matter What jako Du Lei
- 2008: Niu lang zhi nü jako Chen jin
- 2008: Shishang xiansheng jako Fu Jianing
- 2008: Shanghai Trance
- 2007: Kocham kino (Chacun son cinéma ou Ce petit coup au coeur quand la lumière s’éteint et que le film commence) jako operator kinowy (segment "En regardent le film")
- 2007: Hongse kanbaiyin
- 2006: Mabei shang de fating jako młody sędzia Ah-Luo
- 2005: Kong que jako młodszy brat

### Scenarzysta
- 2012: Bez słów (Wu yan)